# Пол Стэнли
Пол Стэ́нли (англ. Paul Stanley; имя при рождении — Стэ́нли Берт А́йзен (англ. Stanley Bert Eisen), (род. 20 января 1952, Куинс, Нью-Йорк, США) — американский музыкант еврейского происхождения, ритм-гитарист и вокалист рок-группы Kiss. Вместе с Джином Симмонсом является одним из основателей группы, автор и соавтор большинства хитовых композиций Kiss, таких как “Rock and Roll All Night, Detroit Rock City, I Was Made For Lovin' You, I Want You, Love Gun, Creatures of the Night, Crazy Crazy Nights, Forever” и многих других.

## Ранние годы
Стэнли Берт Айзен родился 20 января 1952 года в Нью-Йорке. Он вырос в Верхней части Манхэттена, на пересечении 211-й и Бродвея. Семья Пола была единственной еврейской семьёй в квартале, населённом выходцами из Германии и Венгрии, но в основном в этом квартале жили ирландцы. Мать Пола — из Германии, отец Пола родился в Америке, но его родители — из Польши. Сестра Джулия родилась в 1950 году. В 1960 году семья Айзен с детьми переехала в квартал Kew Gardens в Куинсе, где Уильям стал зарабатывать, продавая мебель. В 1970 году Стэнли окончил Высшую школу музыки и искусства. В сентябре 1970 года Стэнли поступил в Bronx Community College.

## Карьера

### Kiss
Поворотными точками в жизни Пола Стэнли считаются встреча с Джином Симмонсом и создание группы Kiss. В одном из интервью Пол Стэнли сказал: "Сначала Джин мне не понравился, казалось, что его взгляд на вещи значил для него больше, чем сама жизнь. Но моё мнение о нём очень скоро изменилось. Как только вы проберётесь сквозь панцирь, который надел на себя Симмонс, вы легко увидите, что он весь находится в музыке. Я очень уважаю Джина, он талантливый и очень, очень энергичный.".
Скооперировавшись, эти музыканты поняли, какой они видят группу, и создали ее такой, в ее истории доминирующую роль играл Стэнли, так как это он придумал название для группы, он же подыскивал идеи для новых песен, и, наконец, оформлял их шоу.
Как наиболее значительный и важный артист на сцене во время концертов «Kiss», Стэнли все же нёс на себе довольно-таки тяжёлый груз — он пел, играл и в то же время выделывал разные акробатические номера на сцене на своих высоких каблуках. Грим Стэнли — звезда вокруг правого глаза — довольно прост, но уместен.
В одном из интервью журналу «16» он говорит: «Я выбрал звезду вокруг глаза как часть макияжа, потому что это как раз то, кем я мечтал стать — звездой. И я действительно хочу, чтобы люди обращали внимание на меня и мою музыку».

### Сольная карьера
Стэнли очень редко записывался и играл вне Kiss. В 1978 году он выпустил соло-альбом, так же как и остальные музыканты группы. Альбом выдержан в духе Kiss, так как он и группа всегда неразрывно связаны. Возможно, потому, что Стэнли всегда реализовывал себя, работая в Kiss, но его соло-альбом, несомненно, показал утончённое восприятие действительности и глубину его натуры. В 1983 году Стэнли снял образ таинственного любовника и показал своё лицо. Все эти годы Стэнли тащил группу на себе, в то время как Джин Симмонс снимался в фильмах и искал таланты на стороне, Стэнли продолжал писать прекрасные баллады, поддерживал жизнь группы.
В 1989 году он начал первое клубное турне, играя только песни Kiss (с единственным кавером Led Zeppelin Communication Breakdown). Он собрал команду за три недели до начала турне. Его группа включала гитариста Боба Кулика и будущего барабанщика Kiss Эрика Сингера. Но несмотря на весь успех этого мероприятия, Стэнли возвращается в группу и продолжает писать песни. Несомненно, Стэнли — живое олицетворение группы и с воссоединением группы оригинальным составом в 1996 году, он вернулся к образу культовой фигуры в истории рок-н-ролла.
Стэнли написал и записал материал для сольного альбома в 1987—1988 годах, который был позже отложен в пользу сборника Kiss Smashes, Thrashes & Hits. Хотя официально материал не выпущен, но такие песни, как Don’t Let Go и When Two Hearts Collide имеют отношение к нему в качестве бутлег записей. Единственная песня Time Traveler из этого проекта, была выпущена в 4 части Box Set группы Kiss в 2001 году.
Спустя 28 лет после выпуска своего первого сольного альбома (в рамках четырёх одновременно выпущенных сольных альбомов Kiss), Стэнли выпустил второй альбом Live to Win 24 октября 2006 года. Название первой песни из своего сольного альбома Live to Win появилась в эпизоде Make Love, Not Warcraft мультсериала South Park.
В октябре и ноябре 2006 года Стэнли приступил к гастролям в поддержку альбома Live to Win. Группа появилась на обоих сезонах шоу — Rock Star: INXS и Rock Star: Supernova. В группу вошли Пол Миркович (клавишные), Джим Макгорман (гитара), Рафаэль Морейра (лидер-гитара), Нейт Мортон (ударные) и Саша Кривцов (бас). В апреле 2007 года Стэнли продлил тур, включив Австралию, играя в Куллангатте, Вуллонгонге, Ньюкасле, Сиднее, Мельбурне, Перте и Аделаиде. Части тура были сняты для ещё не вышедшего документального фильма названным Полом Стэнли: Live To Dream на основе чикагского фильма Foetus. Выступление группы в House of Blues в Чикаго (штат Иллинойс) было снято на плёнку и выпущено в 2008 году на DVD и цифровых аудиоформатах как One Live KISS.

### Другие проекты
В 1989 году Стэнли записал свой вокал на заглавную песню для саундтрека к ужастику Уэса Крэйвена «Электрошок». Песня была написана давно сотрудником Стэнли Десмондом Чайлдом, вместе с Жаном Бовуаром и Guy Man-Dude. Песня была исполнена группой известных артистов, называющих себя «Парни гнева». «Парни гнева» включали Стэнли и Чайлда на вокале, Guy Man-Dude и Vivian Campbell (Def Leppard и Dio) на гитарах, Руди Сарзо (Rudy Sarzo) (Quiet Riot, Ozzy Ozbourne, Whitesnake и Dio) на басу и Томми Ли (Mötley Crüe) на барабанах. На бэк-вокале были Десмонд Чайлд (Desmond Child), Луи Мерлино (Louis Merlino), Элис Купер (Alice Cooper) гитарист Кейн Робертс (Kane Roberts) и Майкл Энтони (Michael Anthony) из Van Halen.
В 1999 году в Торонто Стэнли играл в мюзикле «Призрак Оперы», исполнив роль Призрака. Он играл в мюзикле с 25 мая по 1 августа и ещё раз в том же году с 30 сентября по 31 октября.
Стэнли дебютировал в качестве художника в 2005 году, экспонируя и продавая свои работы. Как позднее выяснилось, Стэнли начал рисовать, чтобы успокоить свои нервы во время развода.
Вот что он сказал журналу INSITE: «Около 6 или 7 лет назад я находился в разводе. Как и все люди в этой ситуации я сильно переживал, иногда мне казалось, что я полностью разбит и опустошён. Один мой друг, мой лучший друг, сказал, что мне нужно начать рисовать, чтобы уйти от этой реальности. Однажды я так и сделал, купил кисти, краски и холсты, и все другие принадлежности, что необходимы для этого и решил попробовать. Я использовал самые яркие цвета, чтобы как можно ярче выразить свои эмоции, чтобы сбросить этот эмоциональный груз, выразив его на полотнах. Это была своего рода терапия для меня и люди, которые видят мои полотна того времени, понимают, в каком ужасном эмоциональном состоянии я тогда находился».
В 2008 году Стэнли спел в дуэте с Сарой Брайтман песню I Will Be with You, которая вошла на её альбом Symphony.
19 февраля 2009 года в студии Лос-Анджелеса Пол Стэнли записал вокал для двух песен группы из Санкт-Петербурга Pushking — обе предназначены для альбома группы, вышедшего 28 февраля 2011 года под названием The World As We Love It, состоящего из песен, которые написал лидер группы Pushking Константин Шустарёв с мировыми рок-звёздами. Песни называются «Дорогая» («Cut the wire») и «Kukarracha».
8 апреля 2014 года вышла долгожданная автобиография Пола Стэнли Face The Music: A Life Exposed, которая впоследствии заняла вторую позицию в списке лучших бестселлеров The New York Times.

## Личная жизнь
26 июля 1992 года Пол женился на Памеле Боуэн, родом из Далласа. В 2001 году жена Стэнли подала на развод. У них был единственный сын Эван Шейн Стэнли, который родился 6 июня 1994 года.
19 ноября 2005 года Пол Стэнли женился на своей подруге Эрин Саттон в отеле Ритц-Карлтон в Пасадене, штат Калифорния. В среду 6 сентября 2006 года у них появился первый ребёнок, Колин Майкл Стэнли. Вскоре у супругов появился второй ребёнок: девочка по имени Сара Брианна, родившаяся 28 января 2009 года. 9 августа 2011 у пары родилась дочь Эмили Грейс.

## Награды
- Пол Стэнли был включён в Музыкальный зал славы в Лонг-Айленде в 2006 году.
- Пол Стэнли получил звание шоумена года, присуждённого ему наградами Classic Rock в 2008 году.
- В сентябре 2009 года во время выставки картин Пола Стэнли в Шомберге (США), ему вручили награду «Telly Award» за сольный DVD «One Live Kiss». Завоевал её Пол ещё летом 2009 года, но вручена «Telly» была только в сентябре.

## В популярной культуре
Альтернативная рок-группа They Might Be Giants написала песню под названием P.S.O.K (Paul Stanley Of KISS).

## Дискография

### Сольная карьера
- 1978 — Paul Stanley
- 2006 — Live to Win
- 2021 - Soul Station - Now and Then

## Интересные факты
- Песня «Live to Win» из одноимённого альбома в исполнении Пола Стэнли была вставлена в 1008 серию сериала «South Park».
- У Пола Стэнли — две замены тазобедренного сустава: один раз он был прооперирован после тура «Rock the Nation» в октябре 2004 года, а второй — в декабре того же года после осложнения, возникшего вследствие первого хирургического вмешательства. Он объявил, что в будущем ему потребуется третья операция бедра. В DVD «Rock the Nation Live» он тратил гораздо больше времени, стоя на одном месте, чем на предыдущих DVD дисках и турах.
- Пол родился с микротией[3] правого уха, из-за чего глух на него. Это он сообщил во время интернет-общения с фанатами во время акции Paul Speaks[4]. По словам музыкантa, частичная глухота никак не мешала ему заниматься музыкой, он даже об этом никогда не думал, так как глухота на одно ухо у него была c рождения. В 1982 году Пол перенёс серию операций по восстановлению ушной раковины. [5]. На сцене Пол стоял справа от зрителя, хотя так он находился своим глухим ухом к группе, но ему никогда это не мешало играть ровно.
- Пол Стэнли 25 октября 2011 года успешно перенёс операцию по поводу «хронических проблем с голосовыми связками», которые, по словам музыканта, «вызваны 40-летним пением в стиле рок-н-ролл». Врачи говорят, что Стэнли «быстро достигнет полного выздоровления»[6].